# 折原みと
折原 みと（おりはら みと、本名：矢口 美佐恵〈やぐち・みさえ〉、1964年〈昭和39年〉1月27日 - ）は、漫画家・小説家。茨城県石岡市出身、神奈川県逗子市在住。

## 略歴
小学校の頃から愛読していた大和和紀や萩尾望都に憧れを抱き、漫画を描いて友人と見せ合っていた。
高校時代は同人誌制作をしたり、コミックマーケットに通ったり、少年漫画の絵柄でファンタジーや戦争漫画を描いたりしていた。高校卒業時には美術大学への入学やアニメ制作会社への就職を目指したもののうまく行かず、特撮が好きだったこともあり映画監督を目指して上京。エキストラのバイトと雑誌のカットの仕事で生計を立てた。21歳の時に同人誌を見た編集者に声をかけられて、漫画家デビューした。
雑誌『JUNE』20号（1985年1月）に「倒錯の保健室」「愛の生徒会」を発表。1985年夏に『ASUKA』で「ベストガールになりたいの」を発表、これが少女漫画家デビュー作とされる。
少女小説家としては、1987年7月に『ときめき時代 つまさきだちの季節』でデビュー。少女小説の代表作は1990年に刊行した『時の輝き』で、110万部のベストセラーとなり、1995年には高橋由美子と山本耕史の主演により松竹で映画化もされた。1989年刊行の『真夜中を駆けぬける』は1993年にテレビ朝日でドラマ化され、同年、小説『ときめき時代』も『阪急ドラマシリーズ』の一作としてドラマ化された。
20歳代は「昼夜逆転で仕事漬けの日々」を送った。大自然に触れた小笠原諸島への取材旅行を機に、新しい経験・知識の蓄積がないことで「ときめきの貯金」が尽きるのではないかと考え、30歳を過ぎて仕事以外の趣味も楽しむライフスタイルに変えた。逗子市に海が見える家を建て、長年の夢だった犬を飼い始めて、「犬友」との交流が広がった。一時はドッグカフェを経営していた。長野県や茨城県の山間にある別宅と季節ごとに行き来しつつ、スキューバダイビングや小型船舶操縦士の資格を取ったり、日本の伝統文化（日本舞踊や琴、茶道、書道、居合）を習ったりしているという。

## 漫画作品

### MBコミックス
実業之日本社のMBコミックスより刊行されたもの。 
- ひ・み・つでナイト
- るり色プリンセス 全4巻
- ビシバシ純情ボーイ
- 天使のボディガード 全4巻
- 卒業までの1000
- 神様の言うとおり! 全11巻
- ずっと、忘れない
- 星色の翼
- 君といた永遠
- 君は愛になる
- 泣きたいくらい好きだった
- 君が想い出にかわっても
- 手をつないで歩いた。
- 僕が側にいる。

### KCフレンド/KCデザート
講談社の KCフレンド/KCデザートより刊行されたもの。

#### KCフレンド
- 瞳のラビリンス
- いいコでなんか いられない!
- 君がここにいる
- 100億の星の中でも
- B-KIDSでいこう!
- Cherry! 全2巻
- 時を止めて
- 幾千年－かなたへの想い－
- 中3の夏
- With You
- 超妖精伝説KI☆RA 全2巻
- がんばる者は救われる!
- 愛する者は救われる!

#### KCデザート
- あなたに逢えた
- Tomorrow
- 時の輝き
- リポーター!
- 好きで好きでたまらない
- 天使のいる場所-Dr.ぴよこの研修ノート（全7巻）
- 『真実の感動』シリーズ（電子書籍版では「星になった少年。」のみシリーズ外）
  - 生きたい。〜臓器移植をした女の子の物語〜
  - 歩いていこう。〜車いすの女の子の結婚・出産物語〜
  - 一緒だよ。〜車いすの彼との結婚・出産物語〜
  - 向井亜紀シリーズ
    - 抱きしめたい。〜天使と過ごした16週間〜
    - 会いたかった。〜代理母出産への挑戦〜

  - 星になった少年。〜夢に生きた少年ゾウ使いの物語〜（同名映画のコミカライズ）
  - 愛してる。〜記憶障害を乗りこえた運命の恋〜
  - アンナ、GO! 〜難病の少女と愛犬の奇跡の物語〜
  - いつか、君がいた。〜本当にあった青春感動ストーリー〜
  - ガンに生かされて〜飯島夏樹物語〜
- 永遠の鼓動（おと）
- 安藤美姫物語-I believe-

### ハーレクインコミックス・キララ
ハーパーコリンズ・ジャパンのハーレクインコミックス・キララより刊行されたもの。
- 買われたシンデレラ
- 砂漠の国にとらわれて
- オアシスの熱い闇
- 結婚の名のもとに
- やがて涙は海になる
- 片思い症候群[6]

### その他
- JUNE全集 ⅩⅠ（マガジン・マガジン）（「愛の生徒会」「倒錯の保健室」「マッチ売りの少年」収録[7]）
- キセキ〜3.11に生まれた命〜（講談社THEデザート2013年3月号掲載／大洋図書・クイーンズセレクションより刊行（電子書籍））
- まんが 車いすのカウンセラー、いのちの声をきく。（ぶんか社）

## 少女小説

### ポプラ社
ポプラ社より刊行されたもの。
- ときめき時代シリーズ
  - つまさきだちの季節
  - まぶしさをだきしめて
  - あいつまであと2秒
  - 旅立つ日

### ティーンズハート
講談社X文庫ティーンズハートより刊行されたもの。
- ティーンエイジ・ブルー
- 彼の背中を抱きしめたい
- 桜の下で逢いましょう
- 真夜中を駆けぬける
- 2100年の人魚姫
- 地球－『箱舟の惑星』
- 海へ還る日
- 君と夢をみた
- あの夏に・・・
- 静かに、愛が聴こえる
- OVER－生と死のラビリンス
- 桜の花が咲くたびに
- 君が愛をくれたから
- 夢の隣に君がいる
- ○○はきっと君に○○
  - 世界はきっと君に微笑む
  - 明日はきっと君に輝く
- 番外編シリーズ
  - SPECIAL番外編 おたのしみBOX
  - クリスマスBOX－折原サンタのプレゼント－
- 天使シリーズ
  - 夢みるように、愛したい
  - 天使の降る夜
  - エンジェル・ティアーが聴こえる
  - 永遠のみえる日
  - エンジェルBOX－天使からの贈り物－
  - たくさんの天使たちへ
- アナトゥール星伝
  - 金の砂漠王<バーディア>
  - 銀の星姫<メシナ> 上巻下巻
  - 青の月光王<ムーンシャイア>
  - 紅の花炎姫<エントラーダ>
  - 紫の明星姫<アーリアン>
  - 黒の暗黒王<レグリオン> 上巻下巻
  - 白の雪舞姫<スノーラント>
  - 虹色の外伝<ストーリア>
  - 紺碧の海賊王<ファルカス>
  - 緋色の聖戦士<シェルザート>
  - 琥珀の妖魔女<アルディーン>
  - 夢色の追想伝<メモリアル>
  - 空色の水晶王<セレスティア>
  - 風色の自由王<リヴァース>
  - 愛色の女性伝<レディエンド>
  - 緑の守護神<ガーディアン> 上巻下巻
  - 黄金の最終章<エピローグ>
- 時の輝き
  - 時の輝き
  - 時の輝き・2
  - 時の輝き・映画編
- Dokkin★パラダイスシリーズ
  - Dokkin★パラダイス
  - Dokkin★パラダイス FILE2
  - Dokkin★パラダイス FILE3

### コバルト文庫
集英社のコバルト文庫より刊行されたもの。
- 情熱物語シリーズ
  - 情熱物語
  - 情熱物語 2
  - 情熱物語 3

### レモン文庫
学研のレモン文庫より刊行されたもの。
- 女の子しようね!

## 児童文学
特筆がなければ小説。
ポプラ社
- ひとりあそびの姫君（絵本）
- いっしょだよ。（絵本）
- 屋根裏のぼくのゆうれい（イラストと兼務）
- 緑の森の神話
- 青いいのちの詩
- 翼のない天使たち
- 永遠の夏休み
- うちのこがいちばん!（絵本）
- うみねこ館の四姉妹（ポプラキミノベル、イラストと兼務）
  - うみねこ館の四姉妹 わたしたち、4人で生きていきます!
  - うみねこ館の四姉妹2 海辺ではじまるカフェと恋

講談社
- きみと100年分の恋をしよう（青い鳥文庫、イラスト:フカヒレ）
  - きみと100年分の恋をしよう はじめて恋が生まれた日
  - きみと100年分の恋をしよう きみのためにできること
  - きみと100年分の恋をしよう きみと手をつないで
  - きみと100年分の恋をしよう 恋と友情のステップ
  - きみと100年分の恋をしよう 大人になりたい
  - きみと100年分の恋をしよう 大好きがいっぱい
  - きみと100年分の恋をしよう がんばれ!ピュアハート
  - きみと100年分の恋をしよう いつも きみのとなり
  - きみと100年分の恋をしよう きみと歩く未来
  - きみと100年分の恋をしよう きみがいるから

スターツ出版
- 桜の下、永遠の約束をしよう（野いちごジュニア文庫、イラスト:葛西尚） - 少女小説「桜の下で逢いましょう」のリメイク版[8]

## 一般文芸
特筆がなければ小説。
毎日新聞社
- オリハラ国ものがたり（エッセイ）

講談社
- 制服のころ、君に恋した。
- おひとりさま、犬をかう
- 幸福のパズル
- 天国の郵便ポスト

ポプラ社
- わたしの赤毛のアン モンゴメリの生涯（翻訳・伝記）
- Pure―素顔のままの君でいて（詩集）
- 乙女の花束
- 乙女の初恋
- 乙女の翼
- 放課後。 ピュアフル・アンソロジー（ 「道草少女」収録）

## 料理本
ポプラ社
- 折原みとのお料理シリーズ
  - 折原みとのお菓子の国のプリンセス プリン王女のお菓子レッスン
  - 折原みとのおいしい国のプリンセス プリン王女のお料理レッスン
  - 折原みとのきれいな国のプリンセス プリン王女のヘルシーレッスン
- 少女漫画家の早ウマごはん

## 学習書籍
学研
- はじめてのカウンセリング心のたんけん１ 「好き」「嫌い」心ってビミョー

## CD
- るり色プリンセス (1989年7月1日)
- 折原みと ティーンズハートコレクション(1990年3月21日)
  - ティーンズハートコレクションII (1992年8月1日)
  - ティーンズハートコレクションIII (1996年3月20日)
- 天使のボディガード (1991年4月1日)
- 月刊おまじないコミック イメージソング 卒業までの1000日（1991年4月21日）
- フレンドファンタジーコレクション (1993年7月20日) - 『少女フレンド』や『別冊フレンド』連載作の中でもファンタジー作品のイメージアルバム。12曲中3曲のヴォーカルを折原が務めた。[9]
- フレンドスクールデイズコレクション (1994年4月1日)  - 『少女フレンド』や『別冊フレンド』連載作の中でも「学園物」の作品のイメージアルバム。
- 神様の言うとおり! (1995年4月1日)
- ベストソングコレクション (1997年4月19日) - 折原の歌唱曲のみを集めたベスト盤。[10]
- X文庫CDブック OVER 生と死のラビリンス（1998年2月10日）

## 雑誌寄稿
- 防衛庁自衛隊広報誌『セキュリタリアン』1998年3月号にインタビュー記事「この人に聞く 折原みと」掲載。